# Police Quest II: The Vengeance
Police Quest II: The Vengeance is een avonturenspel van Sierra On-Line uit 1988. Het spel werd ontworpen door Jim Walls. Het is het tweede spel uit de Police Quest-reeks.

## Verhaal
Net zoals in het vorige deel bestuurt de speler het personage Sonny Bonds, een detective bij het politiekorps in het fictieve stadje Lytton. Op het einde van het vorige spel arresteerde Sonny het kopstuk van een drugsbende: Jessie Bains. Daardoor werd Sonny gepromoveerd en werkt hij nu bij moordzaken. Hij start een relatie met Marie Wilkins. Marie hielp Sonny in het vorige spel en zorgde voor een doorbraak in het onderzoek. In ruil liet men haar klachten betreffende haar activiteiten als illegale prostituee seponeren. Echter, Jessie Bains ontsnapt uit de gevangenis en is uiteindelijk van plan om naar Lytton te reizen om wraak te nemen. Daarbij neemt hij een van de gevangenisbewakers als gijzelaar.
Sonny en zijn partner Keith Robbins starten hun onderzoek in de gevangenis en lokaliseren de wagen waarmee de ontvoering/ontsnapping gebeurde. Plots krijgen ze een telefoontje: Bains werd aan een rivier opgemerkt. Eenmaal daar ontstaat er een schietgevecht waarbij Bains kan ontsnappen. Sonny gaat in de rivier op zoek en vindt de bewaker vermoord terug. Vervolgens wordt Bains zijn vluchtauto gevonden nabij de luchthaven. Daar blijkt dat Bains zich de identiteit van de vermoorde bewaker heeft aangenomen. Aangezien Sonny zijn shift is afgelopen, gaat hij naar huis waar hij tijdens het eten met zijn vriendin Marie de gebeurtenissen bespreekt.
De volgende dag wordt Woody Robert vermoord gevonden. Hij was een voormalige ober in hotel Delphoria waar Bains in het vorige spel verbleef. Woody getuigde tijdens het proces tegen Bains. Nieuwe sporen duiden erop dat Bains zich in een nabijgelegen motel zou bevinden. Dat motel wordt aangevallen door Sonny, Keith en het lokale SWAT-team. Echter is Bains niet aanwezig. Wel vindt Sonny een lijst met alle namen die op het proces tegen Bains hebben getuigd. Hieruit leidt Sonny af dat Bains al deze mensen wil vermoorden. Op de lijst staan ook Sonny, Keith, Marie, Woody en Don Colby. Deze laatste was een kleine drugsdealer die nu onder bescherming van het getuigenprogramma leeft. Sonny snelt naar huis en vindt duidelijke aanwijzingen dat Marie werd ontvoerd door Bains.
Sonny gaat verder op onderzoek en is er zeker van dat Bains naar Steelton is gevlogen omdat Don Colby zich daar zou bevinden. Daarom neemt hij samen met Keith het vliegtuig naar daar. Onderweg blijkt dat een terrorist het vliegtuig wil opblazen, wat kan worden verhinderd. Eenmaal in Steelton verneemt Sonny dat Colby al werd vermoord nog voordat de politie actie kon ondernemen. Bains belt naar het kantoor van Colby waardoor men kan traceren dat hij zich in het park bevindt. Sonny vindt hem daar en achtervolgt hem tot in de riolen. Uiteindelijk kan Sonny Jessie doodschieten. Marie blijkt ongedeerd.
Het einde varieert naargelang wie er eerst schoot. Indien Sonny eerst schiet, is de jury tijdens het proces van mening dat hij de wet heeft overtreden. Daardoor wordt hij ontslagen uit het korps. Indien Jessie eerst schoot, dan is de jury van mening dat Sonny uit wettige zelfverdediging schoot. Daarom wordt hij gehuldigd bij het korps. Sonny gaat met Marie op vakantie naar de Bahama's en vraagt haar ten huwelijk.